# یوتاکا مینووا
یوتاکا مینووا (انگلیسی: Yutaka Minowa؛  – ) طراح شخصیت، کارگردان پویانمایی اهل ژاپن بود.